# Komrina villosa
Komrina villosa är en skalbaggsart som beskrevs av Marc Lacroix 1993. Komrina villosa ingår i släktet Komrina och familjen Melolonthidae. Inga underarter finns listade i Catalogue of Life.